# Eurocoupe féminine de basket-ball 2020-2021
Navigation
Saison précédente Saison suivante
L’Eurocoupe de basket-ball 2020-2021 est la 19e édition de la seconde compétition européenne de clubs de basket-ball féminins derrière l’Euroligue.

## Tour de qualification
Alors que le format original prévoyait un tour de qualification joué en deux matchs (le match aller chez l’équipe 1 et le match retour chez l’équipe 2), le changement de format choisit une qualification en un match unique, les 16 décembre 2020 et 17 décembre 2020.
| Équipe 1                   | Score | Équipe 2                     |
| -------------------------- | ----- | ---------------------------- |
| Saint-Amand Hainaut Basket | 85–57 | BC Winterthour               |
| Kangoeroes Basket Mechelen | 84–90 | Clarinos Tenerife            |
| Basket Namur Capitale      | 88–68 | BBC Grünewald H. Niederanven |

## Phase de poule
Le format de la phase de poule est modifié en raison de la pandémie de COVID-19. Les équipes ne se jouent chacune qu'une seule fois, les trois journées étant accueillies par un des quatre clubs de la poule dans un même lieu.
- Équipes directement qualifiées pour les seizièmes de finale
- Équipes éliminées
- EL : Équipes reversées des qualifications de l’Euroligue
- (H) : Hôte de la bulle

### Conférence 1

#### Groupe A
| Rang | Équipe                    | Pts | J | G | P | Pp  | Pc  | Diff |  | Résultats (dom.\ext.)     | SZE |       | GYŐ   |        |
| ---- | ------------------------- | --- | - | - | - | --- | --- | ---- |  | ------------------------- | --- | ----- | ----- | ------ |
| 1    | KSC Szekszárd             | 6   | 3 | 3 | 0 | 269 | 218 | 51   |  | KSC Szekszárd             |     | 88-71 | 75-67 | 106-80 |
| 2    | Bellona Kayseri Basketbol | 5   | 3 | 2 | 1 | 263 | 242 | 21   |  | Bellona Kayseri Basketbol |     |       | 86-72 | 106-82 |
| 3    | Uni Győr (H)              | 4   | 3 | 1 | 2 | 222 | 217 | 5    |  | Uni Győr (H)              |     |       |       | 83-56  |
| 4    | BC Prometeï Kamianske     | 3   | 3 | 0 | 3 | 218 | 295 | -77  |  | BC Prometeï Kamianske     |     |       |       |        |

#### Groupe B
| Rang | Équipe                       | Pts | J | G | P | Pp  | Pc  | Diff |  | Résultats (dom.\ext.)        |  |       |       |  |
| ---- | ---------------------------- | --- | - | - | - | --- | --- | ---- |  | ---------------------------- |  | ----- | ----- |  |
| 1    | Elitzur Ramla                | 4   | 2 | 2 | 0 | 177 | 124 | 53   |  | Elitzur Ramla                |  | 80-61 | 97-63 |  |
| 2    | DVTK MiskolcEL               | 3   | 2 | 1 | 1 | 154 | 162 | -8   |  | DVTK MiskolcEL               |  |       | 93-82 |  |
| 3    | OGM Orman Gençlik Ankara (H) | 2   | 2 | 0 | 2 | 145 | 190 | -45  |  | OGM Orman Gençlik Ankara (H) |  |       |       |  |
| 4    | A3 Basket Umeå               | 0   | 0 | 0 | 0 | 0   | 0   |      |  | A3 Basket Umeå               |  |       |       |  |

Touché dans sa préparation par la Covid-19 qui l’empêche de voyager, l’A3 Basket Umeå déclare forfait pour la bulle d’Ankara.

#### Groupe C
| Rang | Équipe                            | Pts | J | G | P | Pp  | Pc  | Diff |  | Résultats (dom.\ext.)             |  |       | HAT   | BOT   |
| ---- | --------------------------------- | --- | - | - | - | --- | --- | ---- |  | --------------------------------- |  | ----- | ----- | ----- |
| 1    | Sparta&K région de Moscou–Vidnoïe | 5   | 3 | 2 | 1 | 220 | 185 | 35   |  | Sparta&K région de Moscou–Vidnoïe |  | 78-61 | 72-77 | 70-47 |
| 2    | VBW CEKK Cegléd                   | 5   | 3 | 2 | 1 | 218 | 196 | 22   |  | VBW CEKK Cegléd                   |  |       | 85-66 | 72-52 |
| 3    | Hatay BŞB Antioche (H)            | 5   | 3 | 2 | 1 | 222 | 210 | 12   |  | Hatay BŞB Antioche (H)            |  |       |       | 79-53 |
| 4    | Adana BK                          | 3   | 3 | 0 | 3 | 152 | 221 | -69  |  | Adana BK                          |  |       |       |       |

#### Groupe D
| Rang | Équipe                   | Pts | J | G | P | Pp  | Pc  | Diff |  | Résultats (dom.\ext.)    |  |       |       |       |
| ---- | ------------------------ | --- | - | - | - | --- | --- | ---- |  | ------------------------ |  | ----- | ----- | ----- |
| 1    | Elazığ İl Özel İdarespor | 6   | 3 | 3 | 0 | 246 | 211 | 35   |  | Elazığ İl Özel İdarespor |  | 88-76 | 73-61 | 85-74 |
| 2    | ENEA Gorzów              | 4   | 3 | 1 | 2 | 243 | 236 | 7    |  | ENEA Gorzów              |  |       | 70-72 | 97-76 |
| 3    | Valosun KP Brno (H)      | 4   | 3 | 1 | 2 | 205 | 221 | -16  |  | Valosun KP Brno (H)      |  |       |       | 72-78 |
| 4    | MBA Moscou               | 4   | 3 | 1 | 2 | 228 | 254 | -26  |  | MBA Moscou               |  |       |       |       |

### Conférence 2

#### Groupe E
| Rang | Équipe                         | Pts | J | G | P | Pp  | Pc  | Diff |  | Résultats (dom.\ext.)          |  |        |       |        |
| ---- | ------------------------------ | --- | - | - | - | --- | --- | ---- |  | ------------------------------ |  | ------ | ----- | ------ |
| 1    | Reyer Venise                   | 6   | 3 | 3 | 0 | 320 | 178 | 142  |  | Reyer Venise                   |  | 116-53 | 86-62 | 118-53 |
| 2    | Elfic Fribourg Basket          | 5   | 3 | 2 | 1 | 231 | 243 | -12  |  | Elfic Fribourg Basket          |  |        | 69-68 | 99-59  |
| 3    | Landerneau Bretagne Basket (H) | 4   | 3 | 1 | 2 | 224 | 199 | 25   |  | Landerneau Bretagne Basket (H) |  |        |       | 94-44  |
| 4    | Phantoms Basket Boom           | 3   | 3 | 0 | 3 | 156 | 311 | -155 |  | Phantoms Basket Boom           |  |        |       |        |

#### Groupe F
| Rang | Équipe                      | Pts | J | G | P | Pp  | Pc  | Diff |  | Résultats (dom.\ext.)       | FCB | GER   | TEN   | ROV   |
| ---- | --------------------------- | --- | - | - | - | --- | --- | ---- |  | --------------------------- | --- | ----- | ----- | ----- |
| 1    | Flammes Carolo basket       | 5   | 3 | 2 | 1 | 206 | 182 | 24   |  | Flammes Carolo basket       |     | 50-57 | 77-59 | 79-66 |
| 2    | Lointek Gernika Bizkaia (H) | 5   | 3 | 2 | 1 | 199 | 178 | 21   |  | Lointek Gernika Bizkaia (H) |     |       | 60-61 | 82-67 |
| 3    | Clarinos Tenerife           | 5   | 3 | 2 | 1 | 201 | 203 | -2   |  | Clarinos Tenerife           |     |       |       | 81-66 |
| 4    | Roche Vendée BC             | 3   | 3 | 0 | 3 | 199 | 242 | -43  |  | Roche Vendée BC             |     |       |       |       |

#### Groupe G
| Rang | Équipe                                | Pts | J | G | P | Pp  | Pc  | Diff |  | Résultats (dom.\ext.)                 |  |       |       |       |
| ---- | ------------------------------------- | --- | - | - | - | --- | --- | ---- |  | ------------------------------------- |  | ----- | ----- | ----- |
| 1    | ACS Sepsi SIC Sfântu GheorgheEL (H)   | 5   | 3 | 2 | 1 | 212 | 171 | 41   |  | ACS Sepsi SIC Sfântu GheorgheEL (H)   |  | 70-73 | 57-50 | 85-48 |
| 2    | ESB Villeneuve-d’Ascq Lille Métropole | 5   | 3 | 2 | 1 | 217 | 186 | 31   |  | ESB Villeneuve-d’Ascq Lille Métropole |  |       | 69-71 | 75-45 |
| 3    | Cadí La Seu d’Urgell                  | 5   | 3 | 2 | 1 | 172 | 171 | 1    |  | Cadí La Seu d’Urgell                  |  |       |       | 51-45 |
| 4    | Basket Namur Capitale                 | 3   | 3 | 0 | 3 | 138 | 211 | -73  |  | Basket Namur Capitale                 |  |       |       |       |

#### Groupe H
| Rang | Équipe                     | Pts | J | G | P | Pp  | Pc  | Diff |  | Résultats (dom.\ext.)      |  |       | BRA   | WSC   |
| ---- | -------------------------- | --- | - | - | - | --- | --- | ---- |  | -------------------------- |  | ----- | ----- | ----- |
| 1    | Valence Basket (H)         | 6   | 3 | 3 | 0 | 231 | 139 | 92   |  | Valence Basket (H)         |  | 71-50 | 78-47 | 82-42 |
| 2    | Saint-Amand Hainaut Basket | 5   | 3 | 2 | 1 | 208 | 198 | 10   |  | Saint-Amand Hainaut Basket |  |       | 82-64 | 76-63 |
| 3    | Mithra Castors Braine      | 4   | 3 | 1 | 2 | 188 | 211 | -23  |  | Mithra Castors Braine      |  |       |       | 77-51 |
| 4    | BBC Wavre-Sainte-Catherine | 3   | 3 | 0 | 3 | 156 | 235 | -79  |  | BBC Wavre-Sainte-Catherine |  |       |       |       |

### Classement des équipes qualifiées
Les résultats contre les équipes classées à la quatrième place de chaque groupe comportant quatre équipes ne sont pas pris en compte pour établir le classement suivant.
| Pos. | Grp. | Équipe                            | Pts | J | G | N | P | Bp  | Bc  | Diff |
| ---- | ---- | --------------------------------- | --- | - | - | - | - | --- | --- | ---- |
| 1    | E    | Reyer Venise                      | 6   | 2 | 2 | 0 | 0 | 202 | 125 | +77  |
| 2    | B    | Elitzur Ramla                     | 6   | 2 | 2 | 0 | 0 | 177 | 124 | +53  |
| 3    | H    | Valence Basket                    | 6   | 2 | 2 | 0 | 0 | 149 | 97  | +52  |
| 4    | A    | Atomerőmű KSC Szekszárd           | 6   | 2 | 2 | 0 | 0 | 163 | 138 | +25  |
| 5    | D    | Elazığ İl Özel İdarespor          | 6   | 2 | 2 | 0 | 0 | 161 | 137 | +24  |
| 6    | C    | Sparta&K région de Moscou–Vidnoïe | 3   | 2 | 1 | 0 | 1 | 150 | 138 | +12  |
| 7    | F    | Flammes Carolo Basket             | 3   | 2 | 1 | 0 | 1 | 127 | 116 | +11  |
| 8    | F    | Lointek Gernika Bizkaia           | 3   | 2 | 1 | 0 | 1 | 117 | 111 | +6   |
| 9    | G    | ACS Sepsi SIC Sfântu GheorgheEL   | 3   | 2 | 1 | 0 | 1 | 127 | 123 | +4   |
| 10   | C    | VBW CEKK Cegléd                   | 3   | 2 | 1 | 0 | 1 | 146 | 144 | +2   |
| 11   | G    | ESB Villeneuve-d’Ascq LM          | 3   | 2 | 1 | 0 | 1 | 142 | 141 | +1   |
| 12   | A    | Bellona Kayseri Basketbol         | 3   | 2 | 1 | 0 | 1 | 157 | 160 | −3   |
| 13   | H    | Saint-Amand Hainaut Basket        | 3   | 2 | 1 | 0 | 1 | 132 | 135 | −3   |
| 14   | B    | DVTK Miskolc                      | 3   | 2 | 1 | 0 | 1 | 154 | 162 | −8   |
| 15   | E    | Elfic Fribourg Basket             | 3   | 2 | 1 | 0 | 1 | 132 | 184 | −52  |
| 16   | D    | ENEA Gorzów                       | 0   | 2 | 0 | 0 | 2 | 146 | 160 | −14  |

## Playoffs
|  | Huitièmes de finale                  | Huitièmes de finale                  |                            |                            | Quarts de finale               | Quarts de finale               |    |  | Demi-finales             | Demi-finales             |  |  | Finale                    | Finale                    |
|  | Huitièmes de finale                  | Huitièmes de finale                  |                            |                            | Quarts de finale               | Quarts de finale               |    |  | Demi-finales             | Demi-finales             |  |  | Finale                    | Finale                    |
|  |                                      |                                      |                            |                            |                                |                                |    |  |                          |                          |  |  |                           |                           |
|  | 16 mars 2021 à Sfântu Gheorghe       | 16 mars 2021 à Sfântu Gheorghe       |                            |                            | 18 mars 2021 à Sfântu Gheorghe | 18 mars 2021 à Sfântu Gheorghe |    |  | 9 avril 2021 à Szekszárd | 9 avril 2021 à Szekszárd |  |  | 11 avril 2021 à Szekszárd | 11 avril 2021 à Szekszárd |
|  | 16 mars 2021 à Sfântu Gheorghe       | 16 mars 2021 à Sfântu Gheorghe       |                            |                            | 18 mars 2021 à Sfântu Gheorghe | 18 mars 2021 à Sfântu Gheorghe |    |  | 9 avril 2021 à Szekszárd | 9 avril 2021 à Szekszárd |  |  | 11 avril 2021 à Szekszárd | 11 avril 2021 à Szekszárd |
|  | [1] Reyer Venise                     | 72                                   |                            |                            | 18 mars 2021 à Sfântu Gheorghe | 18 mars 2021 à Sfântu Gheorghe |    |  | 9 avril 2021 à Szekszárd | 9 avril 2021 à Szekszárd |  |  | 11 avril 2021 à Szekszárd | 11 avril 2021 à Szekszárd |
|  | [1] Reyer Venise                     | 72                                   |                            |                            | 18 mars 2021 à Sfântu Gheorghe | 18 mars 2021 à Sfântu Gheorghe |    |  | 9 avril 2021 à Szekszárd | 9 avril 2021 à Szekszárd |  |  | 11 avril 2021 à Szekszárd | 11 avril 2021 à Szekszárd |
|  | [16] ENEA Gorzów                     | 63                                   |                            |                            | 18 mars 2021 à Sfântu Gheorghe | 18 mars 2021 à Sfântu Gheorghe |    |  | 9 avril 2021 à Szekszárd | 9 avril 2021 à Szekszárd |  |  | 11 avril 2021 à Szekszárd | 11 avril 2021 à Szekszárd |
|  | [16] ENEA Gorzów                     | 63                                   | [1] Reyer Venise           | 78                         |                                |                                |    |  | 9 avril 2021 à Szekszárd | 9 avril 2021 à Szekszárd |  |  | 11 avril 2021 à Szekszárd | 11 avril 2021 à Szekszárd |
|  | 16 mars 2021 à Sfântu Gheorghe       |                                      | [1] Reyer Venise           | 78                         |                                |                                |    |  | 9 avril 2021 à Szekszárd | 9 avril 2021 à Szekszárd |  |  | 11 avril 2021 à Szekszárd | 11 avril 2021 à Szekszárd |
|  |                                      | [9] ACS Sepsi SIC Sfântu GheorgheEL0 | 64                         |                            |                                |                                |    |  | 9 avril 2021 à Szekszárd | 9 avril 2021 à Szekszárd |  |  | 11 avril 2021 à Szekszárd | 11 avril 2021 à Szekszárd |
|  | [8] Lointek Gernika Bizkaia          | [9] ACS Sepsi SIC Sfântu GheorgheEL0 | 64                         | 73                         |                                |                                |    |  | 9 avril 2021 à Szekszárd | 9 avril 2021 à Szekszárd |  |  | 11 avril 2021 à Szekszárd | 11 avril 2021 à Szekszárd |
|  | [8] Lointek Gernika Bizkaia          | 18 mars 2021 à Kayseri               |                            | 73                         |                                |                                |    |  | 9 avril 2021 à Szekszárd | 9 avril 2021 à Szekszárd |  |  | 11 avril 2021 à Szekszárd | 11 avril 2021 à Szekszárd |
|  | [9] ACS Sepsi SIC Sfântu GheorgheEL0 | 76ap                                 |                            |                            |                                |                                |    |  | 9 avril 2021 à Szekszárd | 9 avril 2021 à Szekszárd |  |  | 11 avril 2021 à Szekszárd | 11 avril 2021 à Szekszárd |
|  | [9] ACS Sepsi SIC Sfântu GheorgheEL0 | 76ap                                 | [1] Reyer Venise           | 63                         |                                |                                |    |  |                          |                          |  |  | 11 avril 2021 à Szekszárd | 11 avril 2021 à Szekszárd |
|  | 16 mars 2021 à Kayseri               |                                      | [1] Reyer Venise           | 63                         |                                |                                |    |  |                          |                          |  |  | 11 avril 2021 à Szekszárd | 11 avril 2021 à Szekszárd |
|  |                                      | [4] KSC Szekszárd                    | 58                         |                            |                                |                                |    |  |                          |                          |  |  | 11 avril 2021 à Szekszárd | 11 avril 2021 à Szekszárd |
|  | [4] KSC Szekszárd                    | [4] KSC Szekszárd                    | 58                         | 66                         |                                |                                |    |  |                          |                          |  |  | 11 avril 2021 à Szekszárd | 11 avril 2021 à Szekszárd |
|  | [4] KSC Szekszárd                    | 9 avril 2021 à Szekszárd             |                            | 66                         |                                |                                |    |  |                          |                          |  |  | 11 avril 2021 à Szekszárd | 11 avril 2021 à Szekszárd |
|  | [13] Saint-Amand Hainaut Basket      | 53                                   |                            |                            |                                |                                |    |  |                          |                          |  |  | 11 avril 2021 à Szekszárd | 11 avril 2021 à Szekszárd |
|  | [13] Saint-Amand Hainaut Basket      | 53                                   | [4] KSC Szekszárd          | 77                         |                                |                                |    |  |                          |                          |  |  | 11 avril 2021 à Szekszárd | 11 avril 2021 à Szekszárd |
|  | 16 mars 2021 à Kayseri               |                                      | [4] KSC Szekszárd          | 77                         |                                |                                |    |  |                          |                          |  |  | 11 avril 2021 à Szekszárd | 11 avril 2021 à Szekszárd |
|  |                                      | [5] Elazığ İl Özel İdarespor         | 67                         |                            |                                |                                |    |  |                          |                          |  |  | 11 avril 2021 à Szekszárd | 11 avril 2021 à Szekszárd |
|  | [5] Elazığ İl Özel İdarespor         | [5] Elazığ İl Özel İdarespor         | 67                         | 88                         |                                |                                |    |  |                          |                          |  |  | 11 avril 2021 à Szekszárd | 11 avril 2021 à Szekszárd |
|  | [5] Elazığ İl Özel İdarespor         | 19 mars 2021 à Sfântu Gheorghe       |                            | 88                         |                                |                                |    |  |                          |                          |  |  | 11 avril 2021 à Szekszárd | 11 avril 2021 à Szekszárd |
|  | [12] Bellona Kayseri Basketbol       | 86                                   |                            |                            |                                |                                |    |  |                          |                          |  |  | 11 avril 2021 à Szekszárd | 11 avril 2021 à Szekszárd |
|  | [12] Bellona Kayseri Basketbol       | 86                                   | [1] Reyer Venise           | 81                         |                                |                                |    |  |                          |                          |  |  |                           |                           |
|  | 17 mars 2021 à Sfântu Gheorghe       |                                      | [1] Reyer Venise           | 81                         |                                |                                |    |  |                          |                          |  |  |                           |                           |
|  |                                      | [3] Valence Basket                   | 82                         |                            |                                |                                |    |  |                          |                          |  |  |                           |                           |
|  | [2] Elitzur Ramla                    | [3] Valence Basket                   | 82                         | 73                         |                                |                                |    |  |                          |                          |  |  |                           |                           |
|  | [2] Elitzur Ramla                    |                                      |                            | 73                         |                                |                                |    |  |                          |                          |  |  |                           |                           |
|  | [15] Elfic Fribourg Basket           | 78                                   |                            |                            |                                |                                |    |  |                          |                          |  |  |                           |                           |
|  | [15] Elfic Fribourg Basket           | 78                                   | [15] Elfic Fribourg Basket | 56                         |                                |                                |    |  |                          |                          |  |  |                           |                           |
|  | 17 mars 2021 à Sfântu Gheorghe       |                                      | [15] Elfic Fribourg Basket | 56                         |                                |                                |    |  |                          |                          |  |  |                           |                           |
|  |                                      | [7] Flammes Carolo basket            | 85                         |                            |                                |                                |    |  |                          |                          |  |  |                           |                           |
|  | [7] Flammes Carolo basket            | [7] Flammes Carolo basket            | 85                         | 81                         |                                |                                |    |  |                          |                          |  |  |                           |                           |
|  | [7] Flammes Carolo basket            | 18 mars 2021 à Valence               |                            | 81                         |                                |                                |    |  |                          |                          |  |  |                           |                           |
|  | [10] VBW CEKK Cegléd                 | 46                                   |                            |                            |                                |                                |    |  |                          |                          |  |  |                           |                           |
|  | [10] VBW CEKK Cegléd                 | 46                                   | [7] Flammes Carolo basket0 | 68                         |                                |                                |    |  |                          |                          |  |  |                           |                           |
|  | 16 mars 2021 à Valence               |                                      | [7] Flammes Carolo basket0 | 68                         |                                |                                |    |  |                          |                          |  |  |                           |                           |
|  |                                      | [3] Valence Basket                   | 80                         |                            |                                |                                |    |  |                          |                          |  |  |                           |                           |
|  | [3] Valence Basket                   | [3] Valence Basket                   | 80                         | 80                         |                                |                                |    |  |                          |                          |  |  |                           |                           |
|  | [3] Valence Basket                   |                                      |                            | 80                         |                                |                                |    |  |                          |                          |  |  |                           |                           |
|  | [14] DVTK Miskolc                    | 57                                   |                            | Match pour la 3e place     | Match pour la 3e place         |                                |    |  |                          |                          |  |  |                           |                           |
|  | [14] DVTK Miskolc                    | 57                                   | [3] Valence Basket         | Match pour la 3e place     | Match pour la 3e place         | 81                             |    |  |                          |                          |  |  |                           |                           |
|  | 16 mars 2021 à Valence               | 16 mars 2021 à Valence               | [3] Valence Basket         | 11 avril 2021 à Szekszárd  | 11 avril 2021 à Szekszárd      | 81                             |    |  |                          |                          |  |  |                           |                           |
|  | 16 mars 2021 à Valence               | 16 mars 2021 à Valence               |                            | 11 avril 2021 à Szekszárd  | 11 avril 2021 à Szekszárd      | [11] ESB Villeneuve-d’Ascq LM  | 67 |  |                          |                          |  |  |                           |                           |
|  | [6] Sparta&K r. Moscou–Vidnoïe       | 62                                   | [4] KSC Szekszárd          | 68                         |                                | [11] ESB Villeneuve-d’Ascq LM  | 67 |  |                          |                          |  |  |                           |                           |
|  | [6] Sparta&K r. Moscou–Vidnoïe       | 62                                   | [4] KSC Szekszárd          | 68                         |                                |                                |    |  |                          |                          |  |  |                           |                           |
|  | [11] ESB Villeneuve-d’Ascq LM        | 69                                   |                            | [7] Flammes Carolo basket0 | 55                             |                                |    |  |                          |                          |  |  |                           |                           |
|  | [11] ESB Villeneuve-d’Ascq LM        | 69                                   |                            | [7] Flammes Carolo basket0 | 55                             |                                |    |  |                          |                          |  |  |                           |                           |

## Récompenses

### Trophées individuels
- MVP du Final Four[2] :  Queralt Casas ( Valence Basket)

### Équipe-type et MVP par journée
| Journée | PG                                                       | SG                                           | SF                                               | PF                                                      | C                                          |
| ------- | -------------------------------------------------------- | -------------------------------------------- | ------------------------------------------------ | ------------------------------------------------------- | ------------------------------------------ |
| 1       | Tyasha Harris (1/2) Bellona Kayseri Basketbol (1/3)      | Alexis Prince (1/1) Hatay BŞB Antioche (1/1) | Emma Cannon (1/2) Elazığ İl Özel İdarespor (1/3) | Gintarė Petronytė (1/2) Reyer Venise (1/4)              | Sara Krnjić (1/1) KSC Szekszárd (1/3)      |
| 2       | Hortense Limouzin (1/1) Landerneau Bretagne Basket (1/1) | Zala Friškovec (1/1) KSC Szekszárd (2/3)     | Betnijah Laney (1/1) Elitzur Ramla (1/1)         | Nádia Gomes Colhado (1/1) Lointek Gernika Bizkaia (1/1) | Gintarė Petronytė (2/2) Reyer Venise (2/4) |
| 3       | Tyasha Harris (2/2) Bellona Kayseri Basketbol (2/3)      | Borisława Christowa (1/1) ENEA Gorzów (1/2)  | Keyona Hayes (1/1) DVTK Miskolc (1/1)            | Tinara Moore (1/1) VBW CEKK Cegléd (1/1)                | Megan Gustafson (1/1) ENEA Gorzów (2/2)    |

| Tour         | PG                                                | SG                                                        | SF                                                   | PF                                                 | C                                                             |
| ------------ | ------------------------------------------------- | --------------------------------------------------------- | ---------------------------------------------------- | -------------------------------------------------- | ------------------------------------------------------------- |
| 8e de finale | Lisa Berkani (1/1) ESB Villeneuve-d’Ascq LM (1/1) | Jaime Nared (1/1) Flammes Carolo basket (1/2)             | Kristīne Vītola (1/1) Elazığ İl Özel İdarespor (2/3) | Kalani Brown (1/1) Bellona Kayseri Basketbol (3/3) | Peyton Williams (1/1) Sparta&K région de Moscou–Vidnoïe (1/1) |
| ¼ de finale  | Queralt Casas (1/1) Valence Basket (1/4)          | Rebekah Gardner (1/1) ACS Sepsi SIC Sfântu Gheorghe (1/1) | DeWanna Bonner (1/1) KSC Szekszárd (3/3)             | Emma Cannon (2/2) Elazığ İl Özel İdarespor (3/3)   | Laura Gil (1/1) Valence Basket (2/4)                          |
| ½ finales    | Yvonne Anderson (1/1) Reyer Venise (3/4)          | Tima Pouye (1/1) Flammes Carolo basket (2/2)              | Elisa Penna (1/1) Reyer Venise (4/4)                 | Raquel Carrera Quintana (1/1) Valence Basket (3/4) | Celeste Trahan-Davis (1/1) Valence Basket (4/4)               |